# Santuário do Senhor Jesus da Piedade

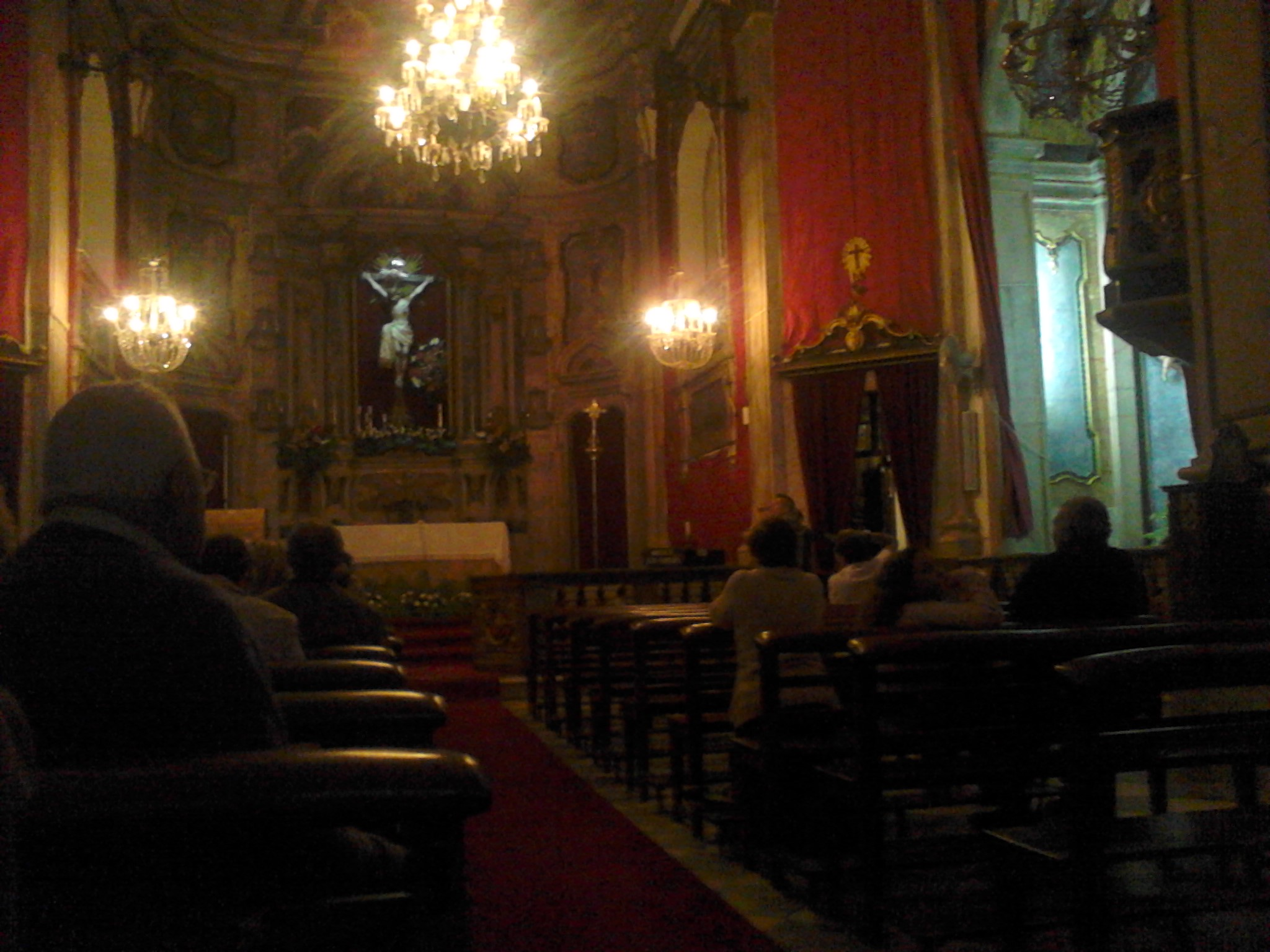
interior do santuário do Senhor Jesus da Piedade

O Santuário do Senhor Jesus da Piedade, ou Igreja do Senhor Jesus da Piedade, é uma igreja-santuário cristão em honra do Senhor Jesus da Piedade, localizado na cidade da qual é padroeiro, a cidade de Elvas, em Portugal.
O Santuário do Senhor Jesus da Piedade localiza-se no Parque da Piedade, na atual freguesia da Assunção, Ajuda, Salvador e Santo Ildefonso, na cidade e no Município de Elvas, no distrito de Portalegre.

## História
A primitiva igreja do Senhor Jesus da Piedade foi construída em 1737, no local de um antigo cruzeiro de madeira que assinalava a morte de um lavrador da Torre das Arcas, erguido por iniciativa do Padre Manuel Antunes.
As medições no terreno foram efetuadas pelo medidor oficial do concelho, António Gomes Mena, a 20 de novembro de 1752. A licença para a escritura foi concedida no dia 19 de dezembro de 1752 e a obra, projetada pelo elvense João Fernandes, inicia-se a 11 de agosto de 1753, data da bendição da primeira pedra. A igreja ficou pronta no dia 13 de outubro de 1754, apesar de sofrer várias ampliações até 1779.
O Santuário do Senhor Jesus da Piedade foi classificado como Imóvel de Interesse Público em 25 de julho de 2014.

## Características
A igreja do Senhor Jesus da Piedade é um excelente exemplo do período barroco no reinado de D. João V; o exterior da igreja, marcado por duas torres com cúpulas bolbosas, tem um frontão de alvenaria com a inscrição "Snr. Jesus da Piedade". O adro, projetado para acolher os romeiros, apresentai nos seus muros um revestimento de azulejos do século XVIII.
O interior da igreja é composto de uma única nave. A capela-mor, bem como os dois altares laterais, são de mármore do século XVIII, da autoria de José Francisco de Abreu. Estes altares laterais apresentam telas pintadas que representam a Nossa Senhora da Graça e o Arrependimento de São Pedro, da autoria de Cyrillo Volkmar Machado.
As outras dependências da igreja, com exceção da sacristia, constituem um pequeno museu de ex-votos dedicados ao Senhor Jesus da Piedade.